# Афера Дијамантштајн
Афера Дијамантштајн назив је за неуспели покушај подизања револуције у Краљевини Срба, Хрвата и Словенаца 1919. године. Устанак су припремали југословенски комунисти охрабрени таласом социјалистичких револуција који је погодио Европу. 

## Позадина
Преко 35.000 Југословена борило се на страни бољшевика у грађанском рату у Русији. Повратници из Русије ширили су у новој држави идеје октобарске револуције. Од повратника из Русије је почетком марта 1919. године образован комунистички савез „Пелагић“ који је узимао совјете за узор изградње државе. „Конгрес Уједињења“, како је касније прозван, одржан је 20-23. априла 1919. године у Београду, а претходила су му два догађаја од светскоисторијског значаја: стварање совјетске републике у Мађарској и оснивање Треће Комунистичке интернационале у Москви. На Конгресу Уједињења расправљало се о питању да ли ће социјалистичке странке наставити да делују раздвојено као и до тада или ће се створити јединствена странка. Одлучили су се за јединствену странку која је понела назив: Социјалистичка радничка партија Југославије (комуниста). Она се изјаснила против Друге интернационале. Задатак нове странке био је да организује у класне борбене организације радничку класу и да је води у борби за коначно уништење капитализма и буржоаског поретка у Краљевини. 

## Афера
Под утиском успеле Руске револуције, након Првог светског рата, Европу је запљуснуо талас комунистичких устанака. Они су погодили Немачку, Италију, а највише Мађарску где је марта 1919. године отпочела револуција. У суседству Краљевине СХС створена је Мађарска Совјетска Република. Мађарска револуција имала је огроман утицај на комунистички покрет у Краљевини СХС. Новоизабрани секретар СРПЈ Филип Филиповић путује у Будимпешту на договоре са Белом Куном, вођом Мађарске Совјетске Републике. Нелегалне организације постојале су у Загребу, Сарајеву и многим другим местима. Ових групација је почетком 1919. године било 26. Оне су се наоружавале и правиле планове за заузимање Загреба. Пристизала је новчана помоћ из Мађарске. По имену једног од курира из Пеште, Алфреда Дијамантштајна, носи назив афера поводом новца и упутстава које је донео у Загреб. Полиција је ухапсила Дијамантштајна који је под притиском издао све што је знало. Тако је ухапшено 65 лица међу којима су важни чланови КПЈ. Након пада Мађарске Совјетске Републике, растурили су се планови о револуцији у Краљевини СХС. 